# Stacy Sykora
Stacy Denise Sykora (Fort Worth, 24 giugno 1977) è un'ex pallavolista statunitense.
Giocava nel ruolo di libero.

## Carriera
La carriera di Stacy Sykora inizia nel 1996, con la Texas A&M University, squadra di pallavolo femminile della Texas A&M University. Dal 1999 entra a far parte della nazionale statunitense che partecipa al campionato nordamericano 1999, vincendo una medaglia d'argento, mentre nelle due edizioni successive della stessa competizione vince quella d'oro.
Nel 2000 si trasferisce in Italia, per giocare nella Olimpia Teodora. Dopo tre stagioni, nel 2003 si trasferisce al Volley Modena, ma già un anno dopo cambia nuovamente squadra andando a giocare nella Giannino Pieralisi Volley. Durante il periodo in Italia, con la nazionale riesce a vincere la medaglia d'oro al World Grand Prix 2001, a cui seguiranno due medaglie di bronzo nelle edizioni 2003 e 2004. Nel 2002 gioca la finale dei Mondiali, in cui viene sconfitta dall'Italia.
Nel 2005 si trasferisce in Spagna, per giocare nel Club Voleibol Las Palmas. Al termine di questa esperienza resta per un'intera stagione con la nazionale e vince la medaglia di bronzo alla Coppa del Mondo 2007, che bissa il risultato ottenuto nell'edizione del 2003. Ritorna a giocare in un club nel corso della stagione 2007-08, tra le file della Jogging Volley Altamura. Nell'estate del 2008 viene convocata per le Olimpiadi di Pechino, dove riesce a vincere la medaglia d'argento. A questo successo, segue un nuovo periodo di inattività dalle competizioni coi club: decide di dedicarsi esclusivamente alla nazionale, allenandosi nei vari collegiali allestiti per le atlete americane libere da impegni con i club esteri.
Nella stagione 2009-10, viene ingaggiata durante il mercato di riparazione dal Volejbol'nyj klub Omička, con cui chiude la stagione regolare al terzo posto, ma viene eliminata ai quarti di finale dei play-off. Con la nazionale vince la medaglia di bronzo alla Coppa panamericana e quella d'oro al World Grand Prix.
Nel 2010 viene ingaggiata dal GRER, squadra militante nel massimo campionato brasiliano, con la quale si aggiudica il Campionato Paulista. Il 13 aprile 2011 è rimasta coinvolta in un incidente stradale avvenuto a 500 metri dall'ingresso del palazzo dello sport di Osasco, poco prima dell'inizio della prima semifinale tra le campionesse in carica del Sollys Osasco ed il Volei Futuro, ed ha subito un trauma cranico; con la nazionale, nel 2012, vince la medaglia d'oro alla Coppa panamericana.
Nella stagione 2012-13 ritorna in Italia, nella Robur Tiboni Urbino Volley, ma, non avendo pienamente recuperato dai problemi alla vista che l'affliggono dall'incidente avuto in Brasile, lascia subito la squadra, decidendo di ritirarsi dalla pallavolo giocata.

## Vita privata
Nell'ottobre del 2012 Stacy Sykora fa coming out durante un'intervista al magazine Pallavoliamo, affermando tra le altre cose: "Ho una fidanzata e sono felice con lei. Mi dispiace se qualcuno ha un problema con questo e non accetta la mia omosessualità, ma sono felice e questa è la cosa più importante".

## Palmarès

### Club
- Campionato Paulista: 1

2011

### Nazionale (competizioni minori)
- Coppa panamericana 2003
- Montreux Volley Masters 2004
- Final Four Cup 2009
- Coppa panamericana 2010
- Coppa panamericana 2012

### Premi individuali
- 1999 - Montreux Volley Masters: Miglior ricevitrice
- 2000 - World Grand Prix: Miglior ricevitrice
- 2001 - Montreux Volley Masters: Miglior libero
- 2001 - World Grand Prix: Miglior libero
- 2001 - Campionato nordamericano: Miglior ricevitrice
- 2001 - Grand Champions Cup: Miglior difesa
- 2003 - Montreux Volley Masters: Miglior difesa
- 2004 - Giochi della XXVIII Olimpiadi: Miglior difesa
- 2009 - Qualificazioni nordamericane al campionato mondiale 2010: Miglior libero
- 2009 - Qualificazioni nordamericane al campionato mondiale 2010: Miglior difesa
- 2009 - Qualificazioni nordamericane al campionato mondiale 2010: Miglior ricevitrice
- 2010 - Campionato mondiale: Miglior libero